# 扎伊娜卜·达伊别科娃
扎伊娜卜·卡兹别科芙娜·达伊别科娃（2002年11月19日—），乌兹别克斯坦女子击剑运动员，2023年亚洲击剑锦标赛女子佩剑个人金牌得主、2022年亚洲运动会女子佩剑个人铜牌得主。